# 篠崎元志
篠崎 元志（しのざき もとし、1986年（昭和61年）2月28日 - ）は、福岡県福岡市東区出身の競艇選手。ペラグループは「我勝手隊」で、師匠は白水勝也。

## 来歴
福岡県立香椎工業高等学校卒業。96期生として、やまと競艇学校に入所。
2005年5月7日、若松競艇場にてプロデビュー。2005年8月11日の若松競艇場一般戦にてデビュー43走目で初勝利。
2007年5月若松競艇場開催の「スポーツニッポン杯争奪 GW特選」で初優勝。優勝するまではスタートではダッシュ1本が基本で、この優勝戦でも3号艇ながら5コース進入だった。
2008年、丸亀「共同通信社杯・第22回新鋭王座決定戦」でGI初出場。2日目に水神祭をあげる。準優勝戦に進出し、結果は5着。2008年後期級別よりA1級に昇格。9月開催の福岡チャンピオンカップで周年記念初出場。節間114214の成績で準優勝戦に2号艇で進出。結果は6着。
2011年10月びわこ59周年で2コースから差しを決めG1初優勝。この年はSGでも優出3回と好成績を残し初の賞金王決定戦を経験。
2012年4月平和島58周年で4コースから差しで2度目のG1栄冠、12月の住之江第27回賞金王シリーズ戦で予選トップ通過からの優出で1コースからの逃げを決め、格下のSGではあるもののSG初制覇。
2013年9月、SGモーターボート記念競走（丸亀）優勝戦でフライング、2014年の同競走までSG競走の除外を受ける。獲得賞金ランキングにより、12月の住之江第28回賞金王決定戦には出場。決定戦進出も結果は5着。
2015年、2年前に優勝戦でフライングした第61回モーターボート記念（蒲郡）で2度目のSG優勝にして初の正規SG（賞金王シリーズの優勝賞金は1600万円、MB記念は3500万円）を優勝。
2018年5月のG1宮島周年に出場後、怪我のため5か月間の長期欠場を余儀なくされる。10月の復帰場所はいきなりSG開催の蒲郡第65回全日本選手権で、ブランクが心配されたが見事優出する。しかし出走回数不足のため、2019年前期はB2級へ降格となった。
2019年前期はB2クラスということで一般戦回りとなったが、クラスの違う走りを披露し1着を固め打ち。4月22日には徳山で、通算1000勝を達成。級別審査対象期間となる2018年11月から2019年4月末までの間に、平成以降の新記録となる83勝をマークし、2019年後期A1に復帰した。
2023年3月21日、SG第58回ボートレースクラシックにて2着となり、史上12人目のゴールデンレーサー賞受賞者となった。

## 人物・エピソード
- 弟も競艇選手で養成所チャンプ・第47回笹川賞覇者の篠崎仁志(4477)。師匠も元志と同一である。
- 高度なテクニックを持ち、またスピード勝負も得意とする。
- 旅客機移動が苦手である。

## SG・G1・G2タイトル

### SG
- 第27回賞金王シリーズ戦（住之江競艇場）
- 第61回モーターボート記念（蒲郡競艇場）

### G1
- 開設59周年記念びわこ大賞（びわこ競艇場）
- 開設58周年記念トーキョー・ベイ・カップ（平和島競艇場）
- 開設58周年記念ウェイキーカップ（多摩川競艇場）
- 開設57周年記念赤城雷神杯（桐生競艇場）
- 開設63周年記念全日本覇者決定戦（若松競艇場）
- 開設64周年記念つつじ賞王座決定戦（津競艇場）
- G1第44回高松宮記念特別競走（住之江競艇場）

### G2
- 2013年モーターボート大賞（尼崎競艇場）